# Trạm Hà
Trạm Hà (chữ Hán giản thể: 湛河区Hán Việt: Trạm Hà khu) là một quận thuộc địa cấp thị Bình Đỉnh Sơn, tỉnh Hà Nam, Cộng hòa Nhân dân Trung Hoa. Trạm Hà nằm ở phía nam của Bình Đỉnh Sơn. Quận này có diện tích 124 km2, dân số năm 2002 là 220.000 người.
Trạm Hà có các đơn vị hành chính gồm các nhai đạo: Nam Hoàn Lộ, Mã Trang, Diệu Mãnh, Khinh Công Lộ, Cửu Lý Sơn và trấn Bắc Độ, hwong Tào Trấn.